# Junta de Reformación
La Junta de Reformación fue un órgano político creado en los inicios de Felipe IV con el objetivo de realizar cambios en las costumbres de la sociedad española de la época.

## Historia

### Antecedentes
La Junta tuvo como precedentes la creación de otras juntas a finales del reinado de Felipe III. Parece que el valido de este último, duque de Uceda, intentó crear un órgano similar al que sería la Junta de Reformación en 1620.

### Desarrollo
Fue creada por real decreto de 8 de abril de 1621. La Junta estaría presidida por el presidente del Consejo de Castilla, Fernando de Acevedo. Según el propio real decreto por el que se creaba, Felipe IV tomaba esta decisión como:
una manera de censura para desarraigar los vicios, abusos y cohechos.
Fernando de Acevedo, en cuya casa debía de reunirse la Junta dejaría al poco tiempo de asistir a las sesiones de esta. Acevedo consideraba sobre este órgano:
Junta de que yo me reí, porque no sirvió de nada todo cuanto allí disponían.
Según Elliott los principales hitos de la labor de la Junta durante su existencia fueron dos: normas de moderación vestimentaria y de prevención del vagabundaje.

### Final
La supresión de la Junta se produjo el 11 de agosto de 1622 (tan solo un año después de su formación) con la constitución de la Junta Grande de Reformación, que paso a considerarse su sucesora. La Junta ha sido descrita por la historiografía como efímera.

## Descripción
La Junta se encontraba compuesta, además de por el presidente del Consejo de Castilla, Fernando de Acevedo; por las siguientes personas que ocupaban altos puestos en la corte española:
1. Fray Antonio de Sotomayor, dominico y confesor del Rey.
2. Francisco de Contreras, consejero del Consejo de Castilla.
3. Pedro Portocarrero, conde de Medellín, mayordomo más antiguo de Felipe III.
4. Francisco de Rivera, marqués de Mapica, gentilhombre de cámara más antiguo de Felipe II y Felipe III.
5. Diego del Corral, consejero del Consejo de Castilla.
6. Francisco de Tejada, ídem.
7. Padre Jerónimo de Florencia, jesuita, confesor de los infantes Carlos y Fernando, hermanos de Felipe IV y predicador real.
8. Fray Juan de Peralta, jerónimo, prior del Monasterio de San Lorenzo de El Escorial, obispo electo de Tuy.
9. Doctor Álvaro de Villegas, gobernador del arzobispado de Toledo.

Además tuvo como secretario a Pedro de Contreras.
La Junta se celebraba todos los domingos en casa del presidente del Consejo de Castilla.

### Individuales
1. ↑  Brigtwell, P. (1969-10). «V. Malvezzi, "Historia de los primeros años del reinado de Felipe IV", ed. D. L. Shaw (Book Review)». Bulletin of Hispanic Studies 46 (4): 369. ISSN 1475-3839. doi:10.3828/bhs.46.4.369a. Consultado el 29 de marzo de 2023.
2. ↑  González Palencia, 1932, p. vii.
3. ↑  Fernández Albaladejo, Pablo (2009). La crisis de la Monarquía. Marcial Pons. p. 66. ISBN 978-84-7423-966-9. Consultado el 1 de abril de 2023.